# De Moeren (Nederland)

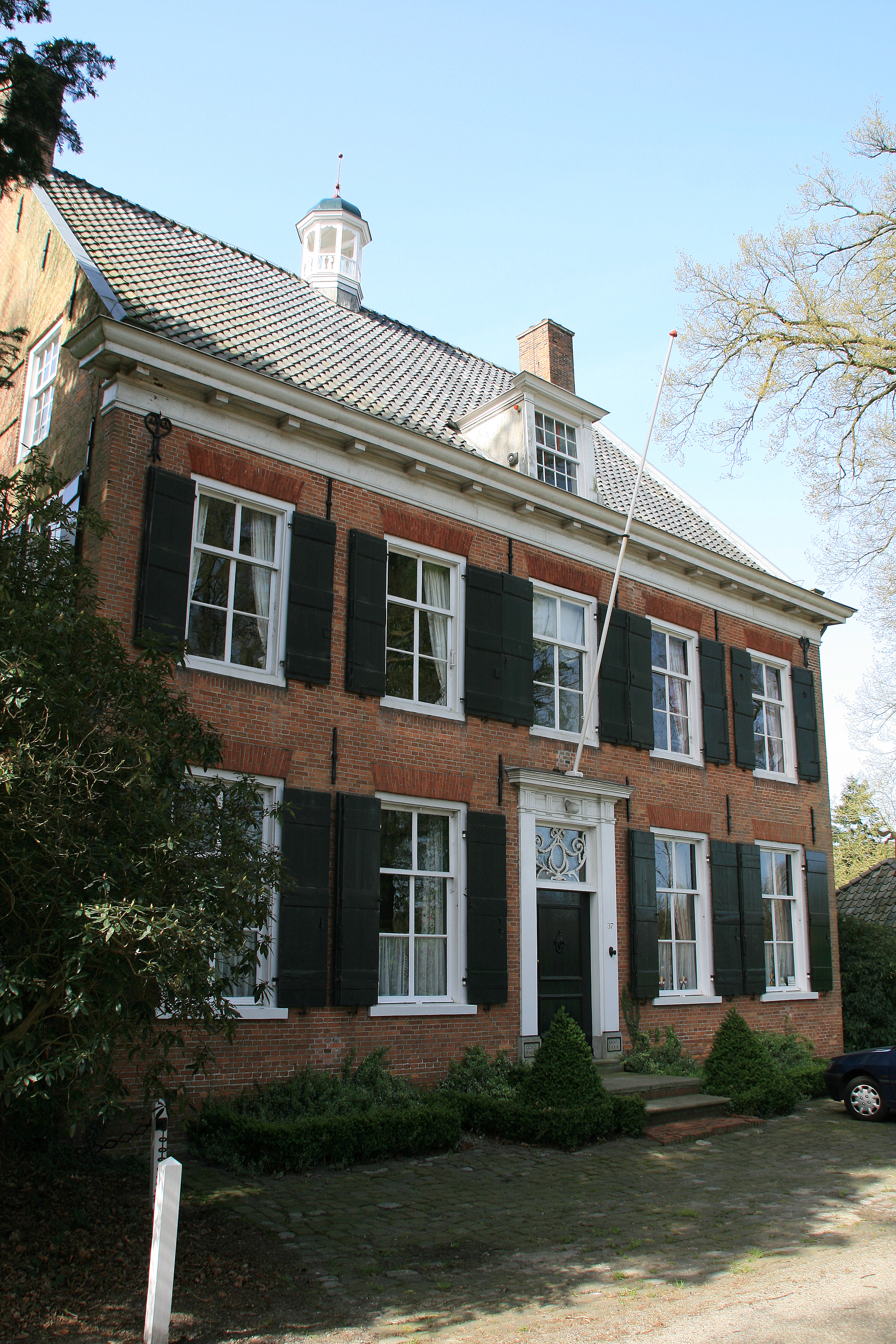
Landhuis de Moeren

De Moeren is een natuurgebied ten westen van Zundert in de provincie Noord-Brabant.
De Moeren bestaat uit naald- en loofbos, afgewisseld met door houtwallen omgeven landbouwgronden. Ten westen ligt de Oude Buisse Heide. Ten noorden ligt de Abdij Maria Toevlucht en het heidegebied Lange Maten. Ten zuidwesten ligt het natuurgebied Wallsteijn.
De Moeren wordt beheerd door de Vereniging Natuurmonumenten. Er is een blauwe wandelroute van 12 km. In den Anker is een horecagelegenheid.

## Cultuurhistorie
Aan de Rucphenseweg 37 bevindt zich het landhuis, dat in 1817 gebouwd is in empirestijl. Het huis heeft een achtkante dakruiter met een koepeldakje en is gelegen in een rechthoekige tuin met zichtassen. De tuin wordt omgeven door een singel in Engelse landschapsstijl. Nabij het hoofdgebouw bevinden zich een koetshuis en een houten schuur.
Aan de Rucphenseweg 35 bevindt zich de herberg "In den Anker", uit 1653. Het is een langgevelboerderij, geflankeerd door een trapgevel, voorzien van een woon- en herberggedeelte.
Aan de Rucphenseweg 34 staat de langgevelboerderij "De kleine Anker" uit 1670, verbouwd in 1913.